# アドバンス・パブリケーションズ
アドバンス・パブリケーションズ（英語: Advance Publications, Inc.）は、アメリカ合衆国のマスメディア企業である。

## 概要
サミュエル・アーヴィング・ニューハウス・シニアが創業し、以来、その子孫であるサミュエル・アーヴィング・ニューハウス・ジュニア、ドナルド・ニューハウスが所有している。社名は、ニューハウス家が最初に所有した新聞である『スタテンアイランド・アドバンス』（Staten Island Advance）に因む。この新聞は、サム・シニアが1922年に支配下に置いた。登記上の本店はスタテンアイランドのグラスミア近郊のアドバンス社のオフィス（最初に買収した『スタテンアイランド・アドバンス』の本社）に置いているが、アドバンス社が正式に本社を置いたことはない。
2019年11月現在、『フォーブス』によると、全米で221番目に大きな非公開企業としてランク付けされている。クレインズは、2012年にアドバンス社をニューヨーク地域で4番目に大きな非公開企業としてランク付けした。
アドバンス社は、自らの出版・コミュニケーション資産を保有するだけでなく、ケーブルテレビ番組制作会社ディスカバリーの31%の株式を保有する持株会社でもある。また、アドバンス社は、ブライトハウス・ネットワークスがチャーター・コミュニケーションズと合併した際に取得したチャーター社の株式13%を保有している。
アドバンス社は、ディスカバリーチャンネル、コンデナスト・パブリケーションズ、ワイアード、ライコス、Tripod、Redditを、直接、または子会社を通じて所有している。